# Jezioro Wielkie (Pojezierze Poznańskie)
Jezioro Wielkie – jezioro morenowe w woj. wielkopolskim, w pow. międzychodzkim, w gminie Chrzypsko Wielkie, leżące na terenie Pojezierza Poznańskiego.
Jego linia brzegowa jest stosunkowo bogata. Wrzynają się w nie dwa półwyspy, większy o długości około 1 km od północy i mniejszy od południa wydzielające dwie zatoki. Na jeziorze znajduje się niewielka, zadrzewiona wyspa. Brzegi od strony zachodniej i południowo-wschodniej są wysokie i strome, południowe wznoszą się łagodnie, zaś północne najniższe i porośnięte lasem.

## Dane morfometryczne
Powierzchnia zwierciadła wody według różnych źródeł wynosi od 247,5 ha przez 260,8 ha do 262 ha.
Zwierciadło wody położone jest na wysokości 46,7 m n.p.m. lub 46,9 m n.p.m. Średnia głębokość jeziora wynosi 8,5 m, natomiast głębokość maksymalna 30,1 m.